# Zitlala (kommun)
Zitlala är en kommun i Mexiko.   Den ligger i delstaten Guerrero, i den sydöstra delen av landet, 190 km söder om huvudstaden Mexico City. Antalet invånare är 19 718.
Följande samhällen finns i Zitlala:
- Zitlala
- Pochahuizco
- Tlaltempanapa
- Rancho de las Lomas
- Mazatepec
- Ayotzinapa
- Astillero
- Colonia Teyapan
- Huiscomulco
- San Marcos de las Rosas
- Ocotitlán
- Azoacapa
- Viramontes
- Cuapexco
- Ixcatla
- Coacoyul
- Coyoacán
- Quetzalcoatlán de las Palmas
- Tonalapa